# Mike Richardson
Mike Richardson é um escritor, produtor cinematográfico e fundador da Dark Horse Comics, uma empresa que publica revistas em quadrinhos, com sede Milwaukie, Oregon.